# Mioara Mugur-Schächter
Mioara Mugur-Schächter est une physicienne franco-roumaine, spécialisée en mécanique quantique fondamentale, théorie des probabilités et théorie de l'information. Elle est également épistémologue (méthodologue) de la génération de savoirs scientifiques. En tant que professeur de physique théorique à l’université de Reims, elle y a fondé le Laboratoire de Mécanique Quantique & Structures de l’Information qu'elle a dirigé jusqu'en 1994. Actuellement elle est présidente du Centre pour la Synthèse d'une Épistémologie Formalisée (CeSEF).

## Biographie et travaux
M. Mugur-Schächte est arrivée en France en 1962, venant de Bucarest (Roumanie) où elle était chercheur à l'Institut de Physique Atomique et Maître de Conférences à l'Institut de Constructions.
À Bucarest, au cours de la période 1957-1959, elle a élaboré une invalidation de la preuve du théorème de John von Neumann affirmant l’impossibilité de paramètres cachés compatible avec le formalisme quantique.
En 1959 Mugur-Schächter réussit à faire parvenir le manuscrit de cette invalidation à Louis de Broglie à Paris par une valise diplomatique. L’effet de cette action fut une invitation de la part de Louis de Broglie de transformer ce travail en une thèse sous sa direction. Trois années plus tard, en 1962, Mioara Mugur-Schächter réussit à arriver en France où ce projet fut réalisé.
La thèse – en français et argumentée – fut publiée en 1964 chez Gautier Villard, dans la collection « Les Grands Problèmes des Sciences », sous la forme d’un livre préfacé par Louis de Broglie, intitulé Etude du caractère complet de la théorie quantique.
En 1965, Mugur-Schächter est nommée Professeur de Physique Théorique à l’Université de Reims où elle a fondé le Laboratoire de Mécanique Quantique et structure de l’information.
En France, les recherches de Mioara Mugur-Schächter ont d’abord continué de manière toujours critique avec :
- L’invalidation du théorème d’Eugène Wigner sur l’impossibilité de probabilités conjointe de position et de la quantité de mouvement compatible avec le formalisme quantique. Ce travail a été publié dans Foundations of Science sur la recommandation de Wigner lui-même (voir la liste des travaux).
- Dans un colloque international à l’occasion du 100-ème anniversaire de la naissance d’Einstein, au Collège de France, Mugur-Schächter produisit dissonance en contestant publiquement au travail de Bell sur la « non-localité, la structure interne de théorème » (voir la liste des travaux) 
Mais à partir de 1980 les recherches de Mugur-Schächter prennent une tournure clairement constructive.
M. Mugur-Schächter a construit d’abord une « Fonctionnelle de l’opacité d’une statistique face à la loi de probabilité qui agit »  (voir la liste de travaux).
Ensuite en 1994, elle a fondé, avec un groupe d’excellence, le Centre pour la Synthèse d’une Epistémologie Formalisée (CeSEF), dont le but était explicitement constructif. Le Manifeste fondateur « Les Leçons de la Mécanique Quantique » a été publié dans le Débat, Gallimard. L’activité du CeSEF a conduit  à la publication en 2002 d’un ouvrage collectif, « Quantum Mechanics, Mathematics, Cognition and Action: Proposals for a Formalized  Epistemology» (M. Mugur-Schächter & Van der Merwe eds., Kluwer Academic.). La contribution de M. Mugur-Schächter elle-même fut reprise dans Foundations of Science, 2002, puis développée dans le livre « Sur le Tissage des Connaissances » (Lavoisier, 2006) où la Méthode de Conceptualisation Relativisée (MRC) est pour la première fois construite et discutée en détail et avec rigueur.
En 2013, M. Mugur-Schächter a publié la première version de « L’Infra – Mécanique Quantique » Presses Universitaires - Dianoïa, reprise et développée dans un second livre « L’Infra-Mécanique Quantique, Indéterminisme, Non-Localité », Editions Universitaires Européennes (la dénomination «Infra-Mécanique Quantique » indique une structure d’immersion et de référence de toute représentation mathématique intelligible des microétats).
Depuis 2013 M. Mugur-Schächter s’est concentrée sur un grand travail d’unification. Et en décembre 2023, 10 ans plus tard, elle vient de clore une synthèse de ses travaux que l’on peut trouver sur ResearchGate.

## Liste d'éléments bibliographiques
- Étude du caractère complet de la théorie quantique, livre, 1964, Gauthier Villar, Les Grands Problèmes des Sciences, 1964
- Réflexion sur le problème de localité, in Einstein 1979-1955, Colloque du Centenaire, Collège de France, 6-9 juin 1979, Éditions du CNRS, p. 249–264, 1980
- Study of Wigner’s Theorem on Joint Probabilities, Found. Phys., Vol. 9, p. 389–404, 1979.
- Le concept nouveau de fonctionnelle d’opacité d’une statistique. Étude des relations entre la loi des grands nombres, l’entropie informationnelle et l’entropie statistique », Anns. de l’Inst. H. Poincaré, Section A, vol XXXII, no 1, p. 33–71, 1980
- The Probabilistic-Informational Concept of an Opacity Functional, (en collab. avec N. Hadjissavas), Kybernetes, p. 189–193, Vol. 11(3), 1982
- Esquisse d’une représentation générale et formalisée des descriptions et le statut descriptionnel de la mécanique quantique, Epistemological Letters, Lausanne, cahier 36, 1984, p. 1–67.
- Spacetime Quantum Probabilities, …. Part I…, Found. of Phys., Vol 21, no 12, p. 1387–1449, 1991
- Spacetime Quantum Probabilities Part II : Relativized Descriptions and Popperian Propensities », Founds. of Phys., 235-312, Vol. 22, 1992
- Toward a Factually induced Spacetime Quantum Logic, Found. of Phys., Vol. 22, no 7, p. 963–994, 1992
- From Quantum Mechanics to Universal Structures of Conceptualization and Feedback on Quantum Mechanics », Found. of Phys., Vol. 23, no 1, 37-122, 1993
- Quantum Probabilities, Komogorov probabilities, and Informational Probabilities », Int. J. of Theor. Phys., Vol. 33, no 1, p. 53–90, 1994
- Une méthode de conceptualisation relativisée... », Revue Int. de Systémique, Vol. 9, p. 269–303, 1995
- Objectivity and Descriptional Relativities, Foundations of Science 7, p. 73–180, 2002
- Quantum Mechanics versus a Method of Relativized Conceptualization, in Quantum Mechanics, Mathematics, Cognition and Action, Proposals for a Formalized Epistemology, M. Mugur-Schächter and Alwyn Van Der Merwe eds., Kluwer Academic, 2002, p. 109–307;
- Sur le tissage des connaissances[4], livre, Hermès-Lavoisier, 2006
- L'infra-mécanique quantique arXiv:0903.4976v1 [quant-ph], 2009
- Infra-Quantum Mechanics and Conceptual Invalidation of Bell's Theorem on Non-Locality (en français), arXiv:0903.4976v3 [quant-ph], 2013
- On the Concept of Probability, in Special issue on Probabilities, Randomness and Statistics, in Mathematical Structures in Computer Science, Cambridge University Press, M. Mugur-Schächter invited ed., 2014
- Principles of a Second Quantum Mechanics rooted in factuality and constructed bottom-up, arXiv:1506.00431v4 [quant-ph]
- L'Infra-Mécanique Quantique, Indéterminisme, Non-Localité, livre, Éditions Universitaires Européennes, 2017
- Synthetic Exposition 2023 of a Factual Second Quantum Mechanics rooted into the A-conceptual Physical Factuality and developed fully Bottom-Up inside a Theory of Relativized Factual Probabilities generated by a Method of Relativized Conceptualization, M. Mugur-Schächter, April 2024, ResearchGate.